# Opactwo Cystersów w Mogile
Opactwo Cystersów – zabytkowy klasztor oraz kościół Wniebowzięcia Najświętszej Maryi Panny i św. Wacława znajdujące się we wschodniej części Krakowa w dzielnicy XVIII Nowa Huta przy ulicy Klasztornej 11, w Mogile. Od 14 września 2023 pomnik historii.

## Historia
Pierwotnym miejscem lokacji klasztoru miały się stać Kacice położone niedaleko Słomnik. Kilka lat później fundator zrezygnował z tego miejsca i wymienił się z jednym z członków swojej rodziny na znajdujące się w Mogile pod Krakowem tzw. „pole św. Wacława”. Cystersi przybyli do Mogiły w 1222 roku z klasztoru w Lubiążu na Dolnym Śląsku. Zostali tam sprowadzeni przez biskupa krakowskiego Iwona Odrowąża. Zwieńczeniem pracy zakonników było powstanie kościoła pod wezwaniem Matki Bożej Wniebowziętej i św. Wacława męczennika (być może wezwanie to nawiązuje od wcześniejszej nazwy tego miejsca „pole św. Wacława”) oraz klasztoru, który przetrwał do czasów dzisiejszych. Klasztor został spustoszony w XIII w. przez najazd Mongołów oraz przez najazd Szwedów w XVII w..
Mocą zawartego ze Stolicą Apostolską konkordatu wschowskiego w 1737 roku królowie Polski mieli prawo mianować tutaj opatów komendatoryjnych.
Gościli tu władcy tacy jak książę Bolesław V Wstydliwy i jego żona św. Kinga, królowie Kazimierz III Wielki (z jego pomocą rozbudowano krużganki klasztorne), Władysław II Jagiełło z królową św. Jadwigą. Bywali tu także Zygmunt I Stary oraz królowa Bona z synem Zygmuntem II Augustem, Stefan Batory, Maksymilian III Habsburg, Zygmunt III Waza, Michał Korybut Wiśniowiecki, car Aleksander I Romanow i jego brat wielki książę Konstanty.
Zaś z ludzi kultury, sztuki i nauki: Jakub z Paradyża, Andrzej Gałka, Stanisław Samostrzelnik, Tomasz Dolabella, Wojciech Bogusławski, Cyprian Kamil Norwid, Jan Matejko, Józef Szujski, Władysław Łuszczkiewicz, Witold Pruszkowski, Adam Chmielowski, Stanisław Wyspiański.
Od powstania klasztoru po dziś dzień jego gospodarzami są cystersi.
W kościele opackim (od 1970 mającym status bazyliki mniejszej) znajduje się kaplica Krzyża Świętego. Kościołem parafialnym został dopiero w 1851 roku, wcześniej służył tylko zakonnikom a wierni mieli do niego wstęp tylko kilka razy w roku.
Opatami mogilskimi byli m.in.: Piotr z Lubiąża, Jan Stecher, Piotr Hirszberg, Erazm Ciołek, Wawrzyniec Goślicki, Marcin Białobrzeski, Paweł Piasecki, Paweł Wołucki, Jan Kazimierz Denhoff, Stanisław Szembek, Krzysztof Antoni Szembek, Michał Szembek, Jan Aleksander Lipski, Michał Ignacy Kunicki, Michał Wodzicki, Jan Kanty Wodzicki, Jan Chrzciciel Schindler.

## Galeria

Kościół
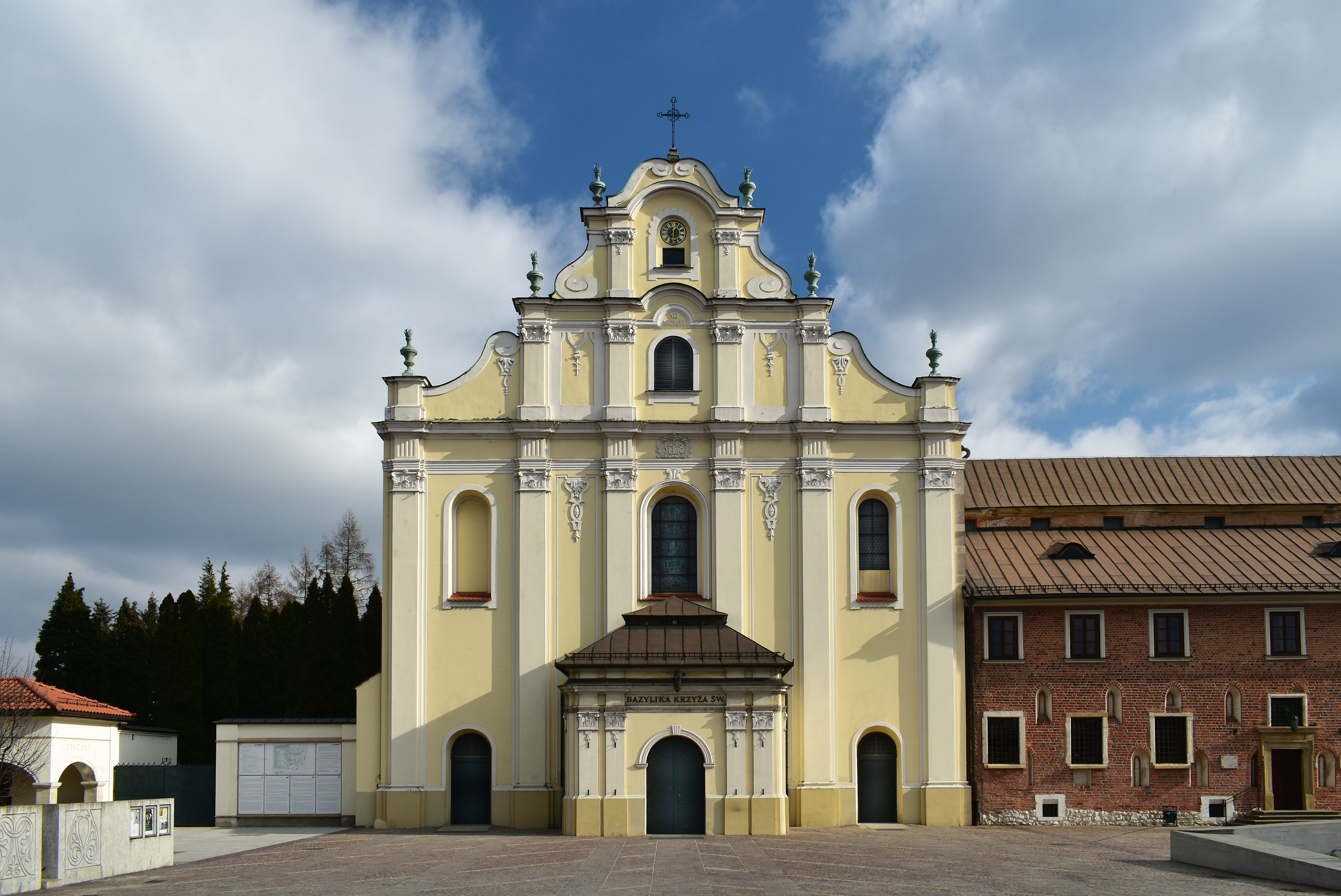
Fasada kościoła.
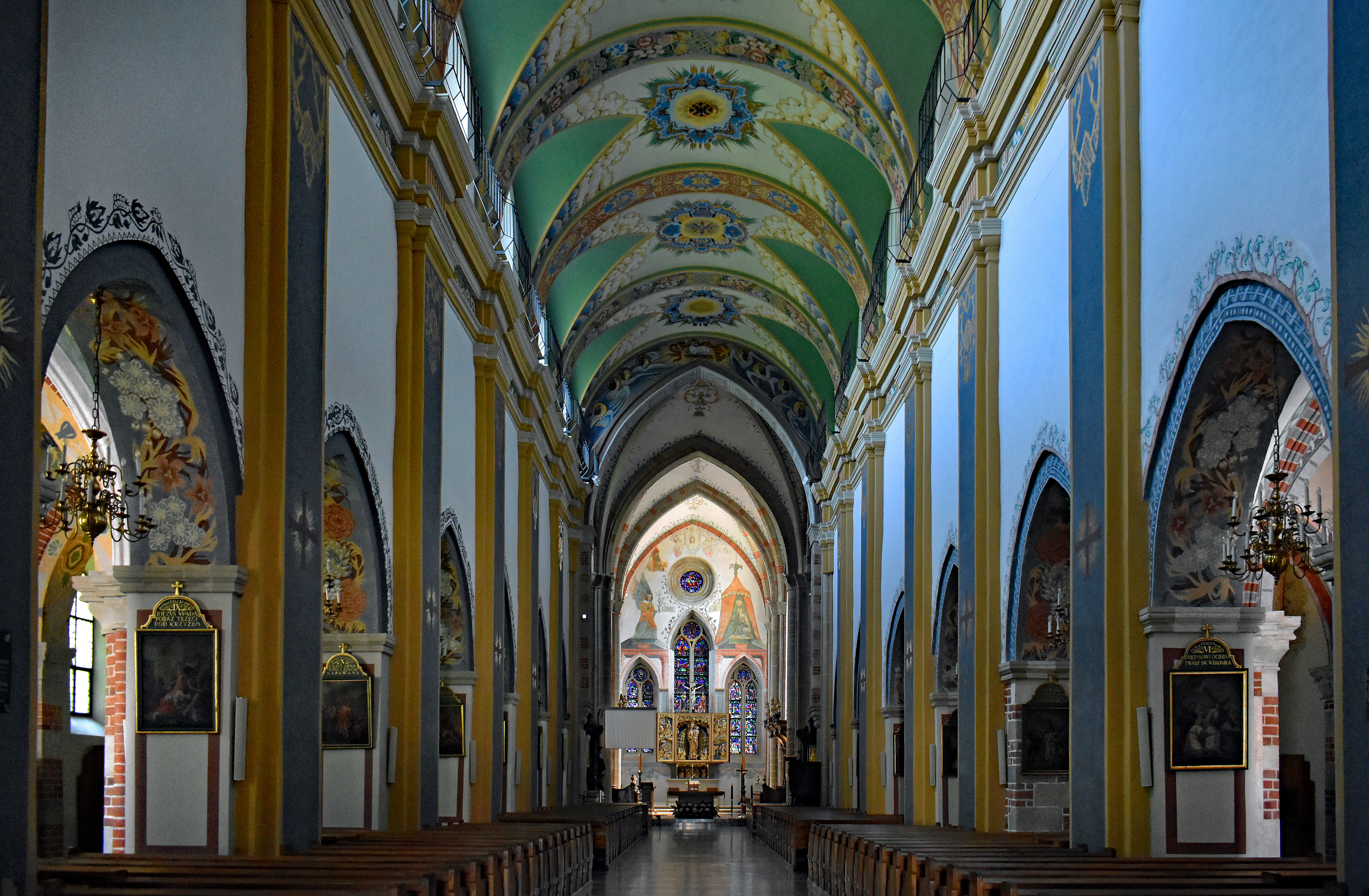
Nawa główna.
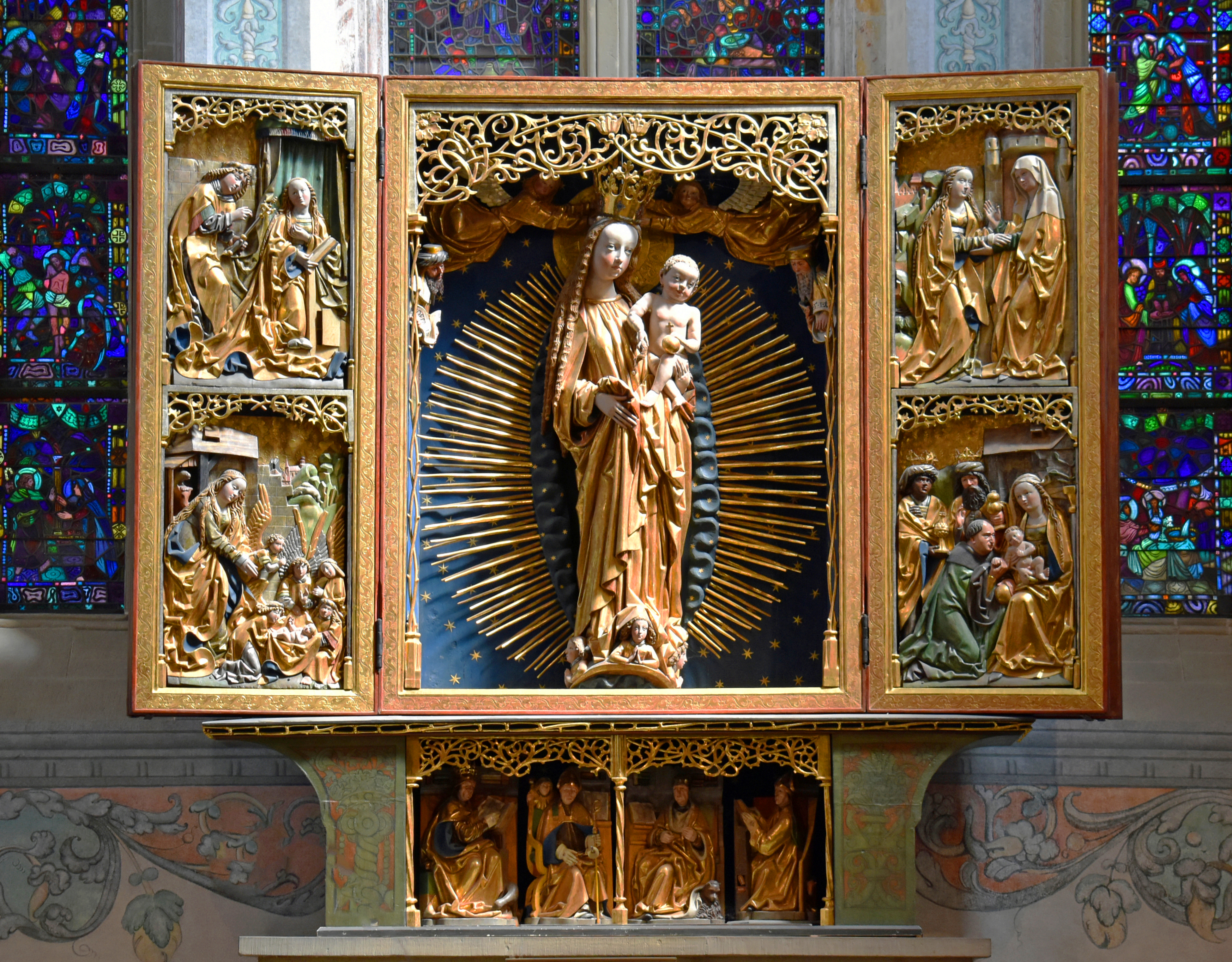
Nastawa ołtarzowa. Pentaptyk Retabulum ze Ścinawy (ok. 1514).
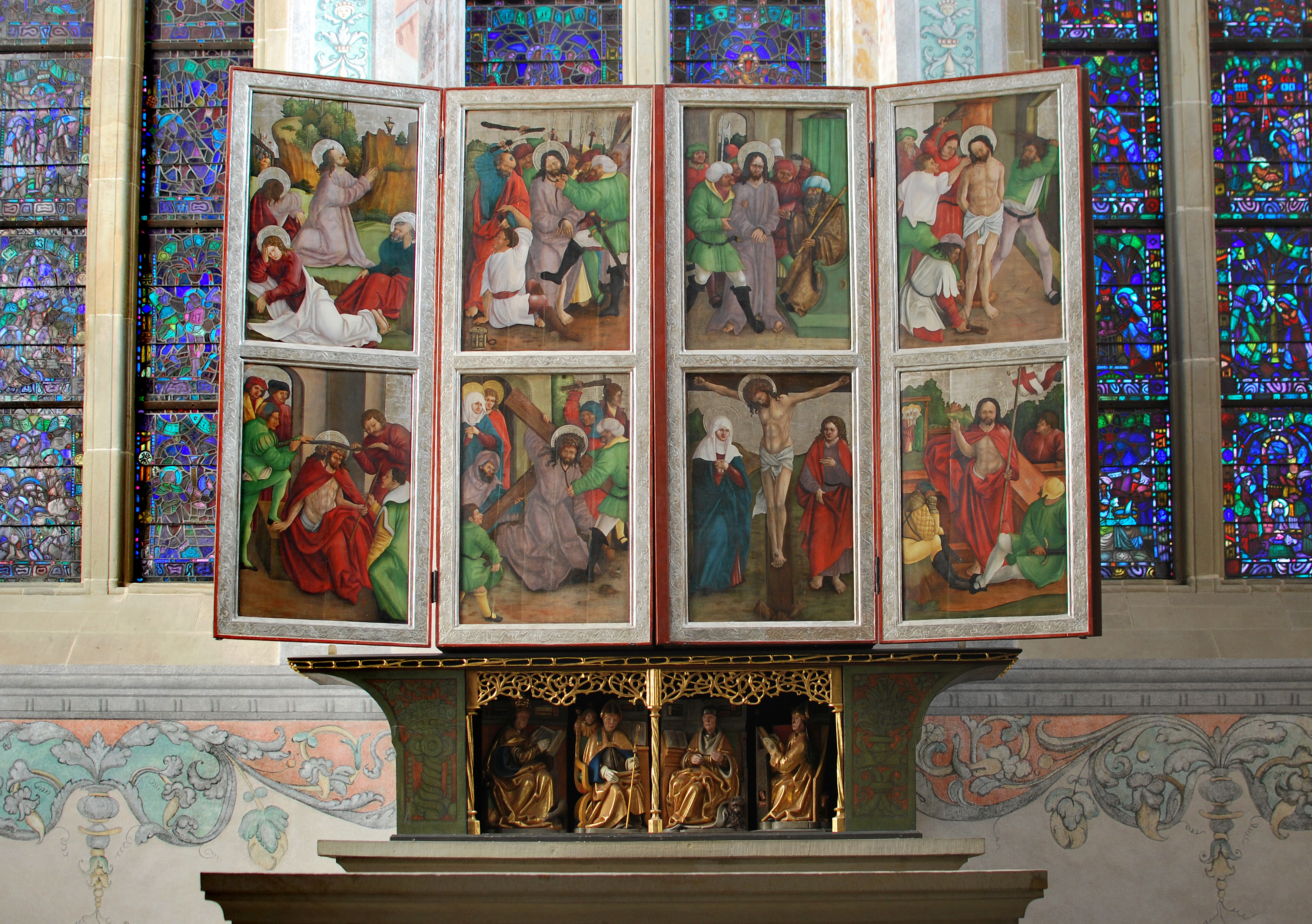
Pentaptyk w okresie Wielkiego Postu.

Klasztor
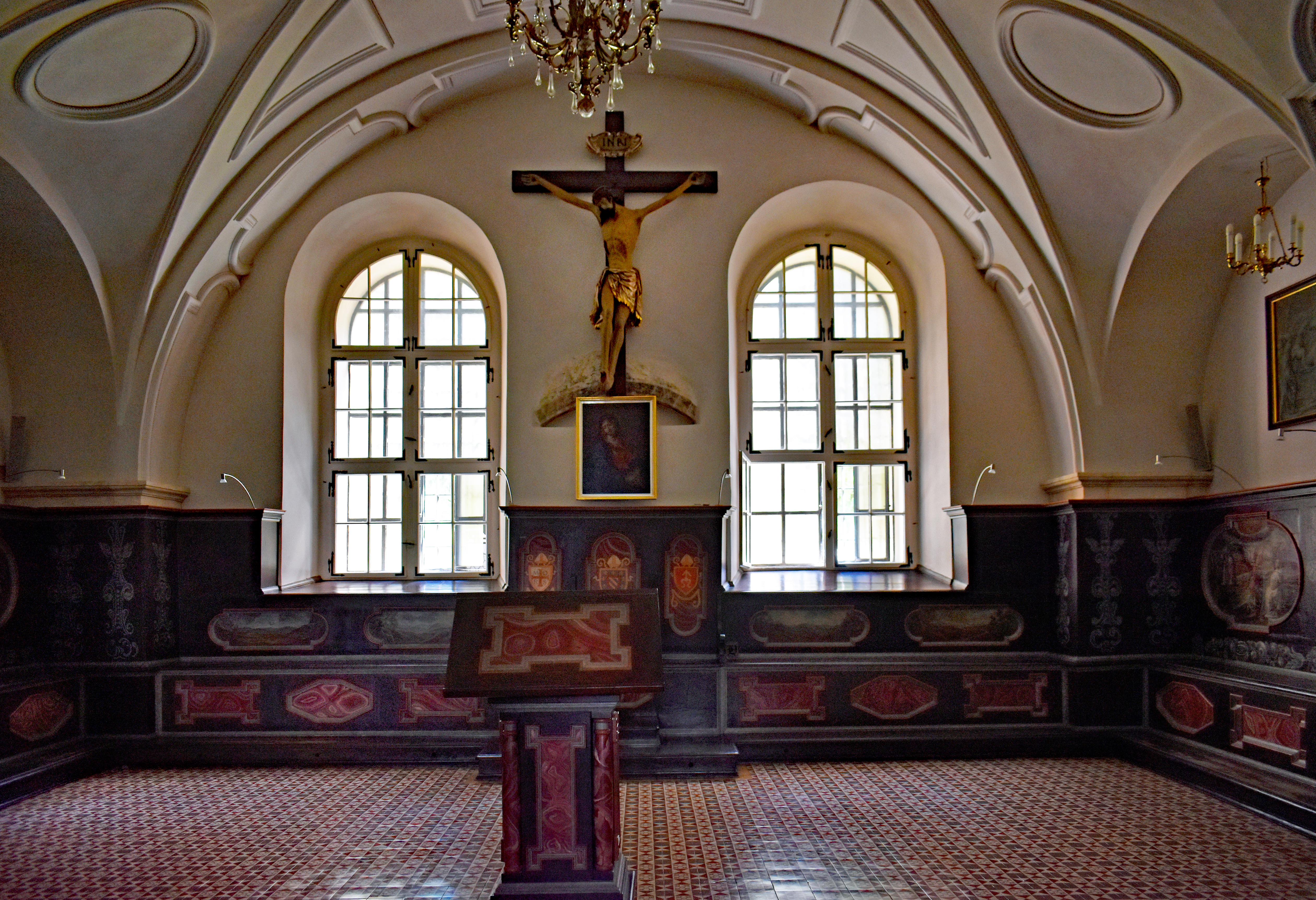
Kapitularz
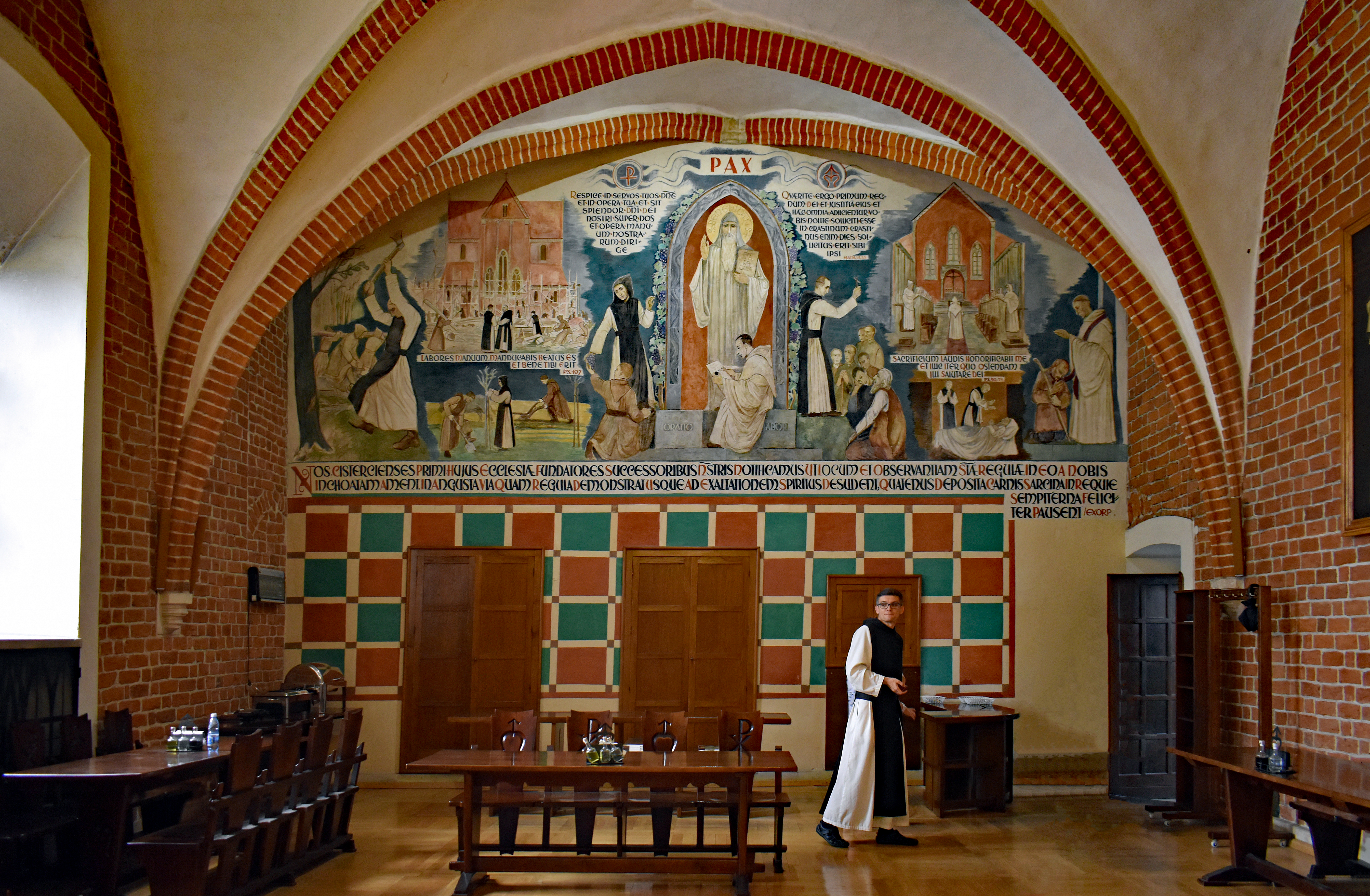
Refektarz
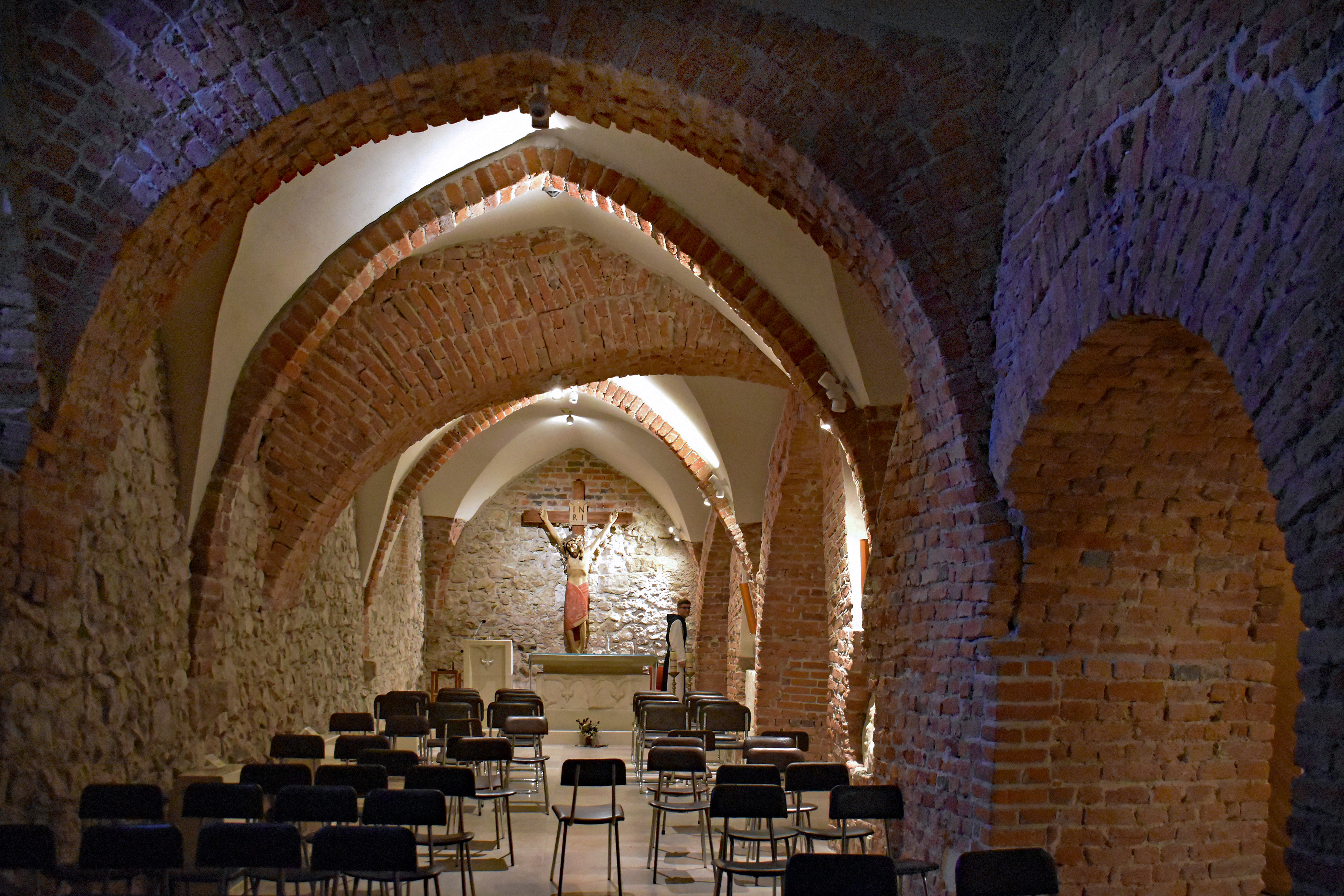
Katakumby
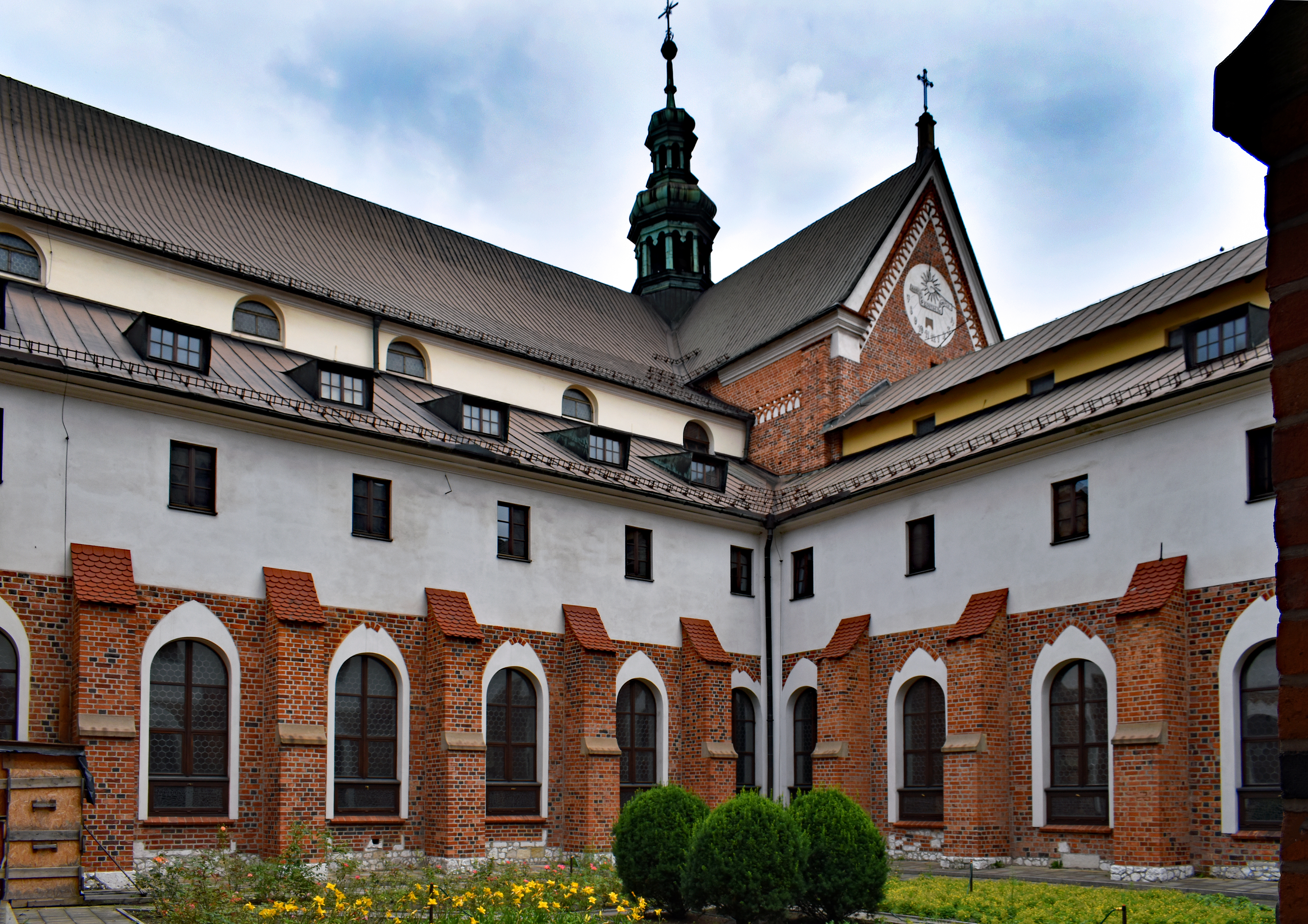
Wirydarz
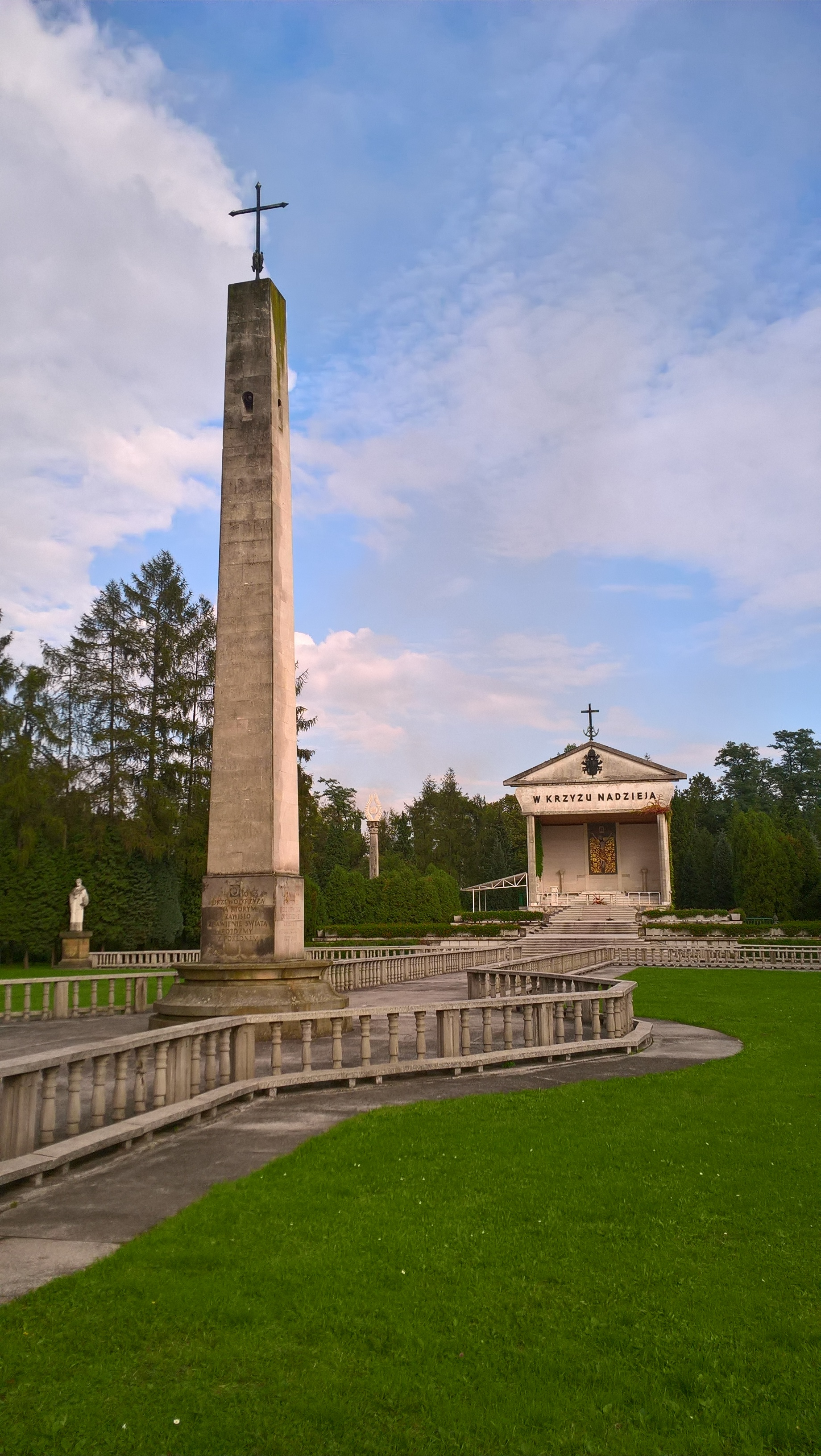
Ołtarz przy ogrodzie